# Tudhaliya I
Tudhaliya I (soms aangeduid als Tudhaliya II, of zelfs Tudhaliya I/II) was een koning van het Hettitische Rijk (nieuwe koninkrijk) ca. 1430 v.Chr.–1400 v.Chr.
De nummering van de Hettitische koningen met de naam Tudhaliya is enigszins problematisch. Er was een Hattische mythische figuur met die naam, waarvan onbekend is of deze wel koning geweest is. Andere reconstructies plaatsen een Tudhaliya direct na Muwattalli I, maar voor de Tudhaliya zoals hier besproken.
Sommige geleerden noemen Tudhaliya I de eerste koning van het Nieuwe Koninkrijk. Anderen geven deze eer aan Suppiluliuma I. Tudhaliya is mogelijk de kleinzoon van koning Huzziya II uit het Middel Koninkrijk. Tevens is het mogelijk dat hij de directe opvolger is van Muwatalli I, nadat hij deze ten val gebracht had. De exacte volgorde van successie aan het begin van het Nieuwe Koninkrijk is echter onduidelijk, door de moeilijkheid bij het plaatsen van Hattusili II. De heerschappij van Tudhaliya I omvat tevens een periode van co-regentie met Arnuwanda I, zijn schoonzoon en adoptief zoon.
De belangrijkste gebeurtenis tijdens de regering van Tudhaliya was zijn verovering van het land van Assuwa. Assuwa is naar verluidt de oorsprong van het woord Azië. Bovendien waren er vele deelgebieden binnen Assuwa, zoals het land van Taruisa en Wilusiya, welke men nu algemeen aanneemt als een verwijzing naar Troje/Ilios, ook al is er nu niet genoeg bewijs om te verklaren hoe de namen van deze twee gebieden toegepast werden op een enkele locatie.